# Luigi Mayer
Luigi Mayer (Italië, 1 maart 1755 – Londen, 1 januari 1803) was een Duits-Italiaanse kunstschilder en is een van de eerste beoefenaren van de oriëntaalse kunst. Hij behoort tot een van belangrijkste laatachttiende-eeuwse Europese schilders van het Ottomaanse Rijk.

## Leven
Luigi Mayer ging in de leer bij de bekende graveur Giovanni Battista Piranesi (1720-1778). Later werkte hij voor koning Ferdinand van Napels. Hij vervaardigde onder andere pentekeningen van de voornaamste gebouwen op Sicilië. Waarschijnlijk vanaf 1776 was hij in Istanboel en maakte hij deel uit van de kring rond Sir Robert Ainslie, die van 1776 tot 1792 door het Koninkrijk Groot-Brittannië was aangesteld als ambassadeur in het Ottomaanse Rijk bij de Verheven Poort. De ambassadeur betaalde de reizen die Mayer maakte om de oudheidkundige bezienswaardigheden in het Ottomaanse Rijk te verbeelden. De definitieve schilderijen maakte hij toen hij Ainslie vergezelde op zijn terugreis naar Groot-Brittannië.

## Oeuvre
Mayer trok door het gehele Ottomaanse Rijk vanaf de Balkan, de Griekse eilanden, Turkije en Egypte. Hij schetste oude monumenten en voegde ook details toe uit het dagelijks leven, zoals de lokale klederdracht en de gang van het sociale leven. De originele panoramisch uitgevoerde schilderijen (op papier) zijn verspreid over de wereld of zijn verloren gegaan. Ze geven een compleet overzicht van het aanzien van het Midden-Oosten in de genoemde periode. Zo nu en dan duiken ze op bij de bekende internationale veilinghuizen, zoals Christie's en Sotheby's.

### Views in the Ottoman Empire, London: R. Boyer, 1803

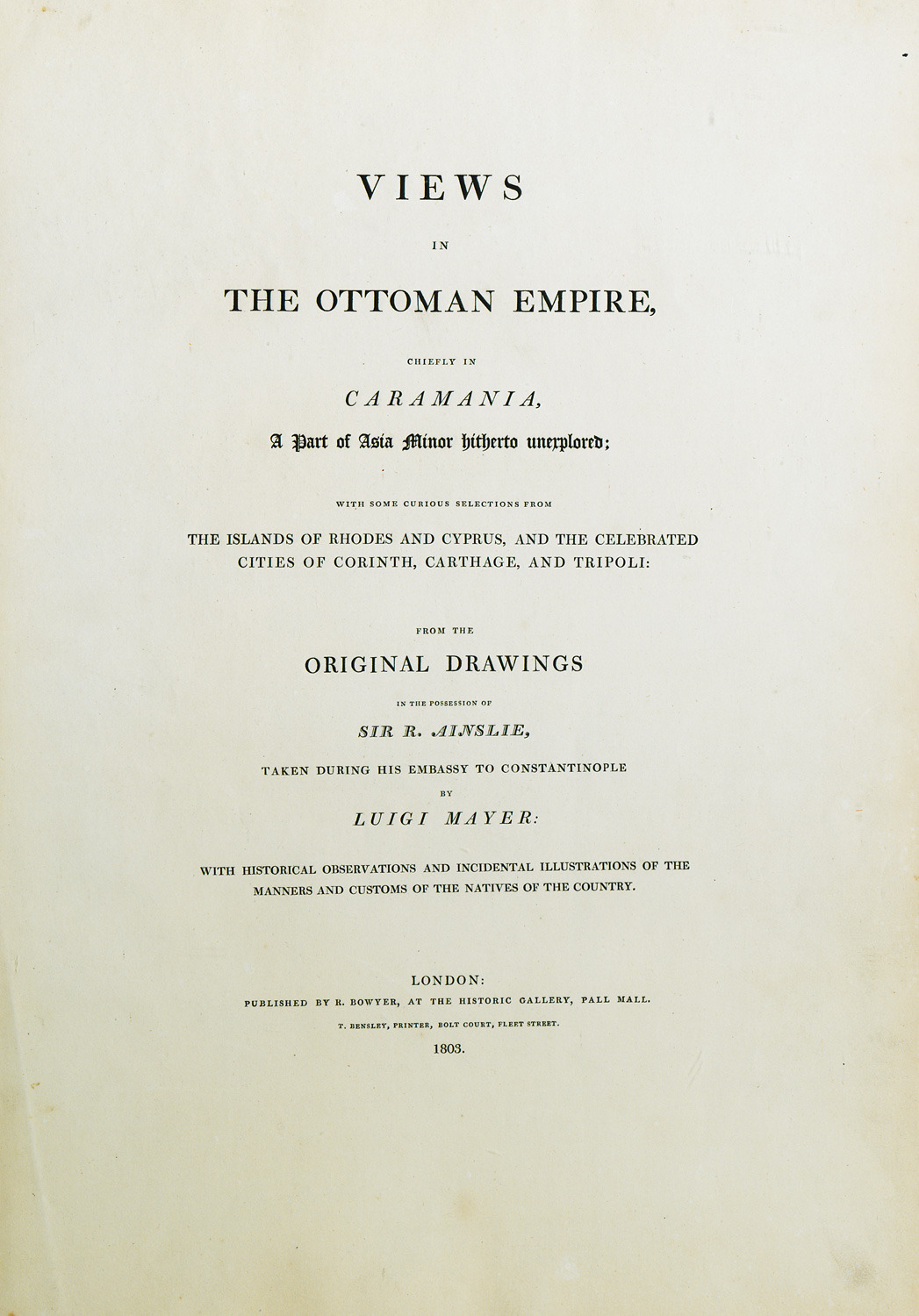
Titelpagina
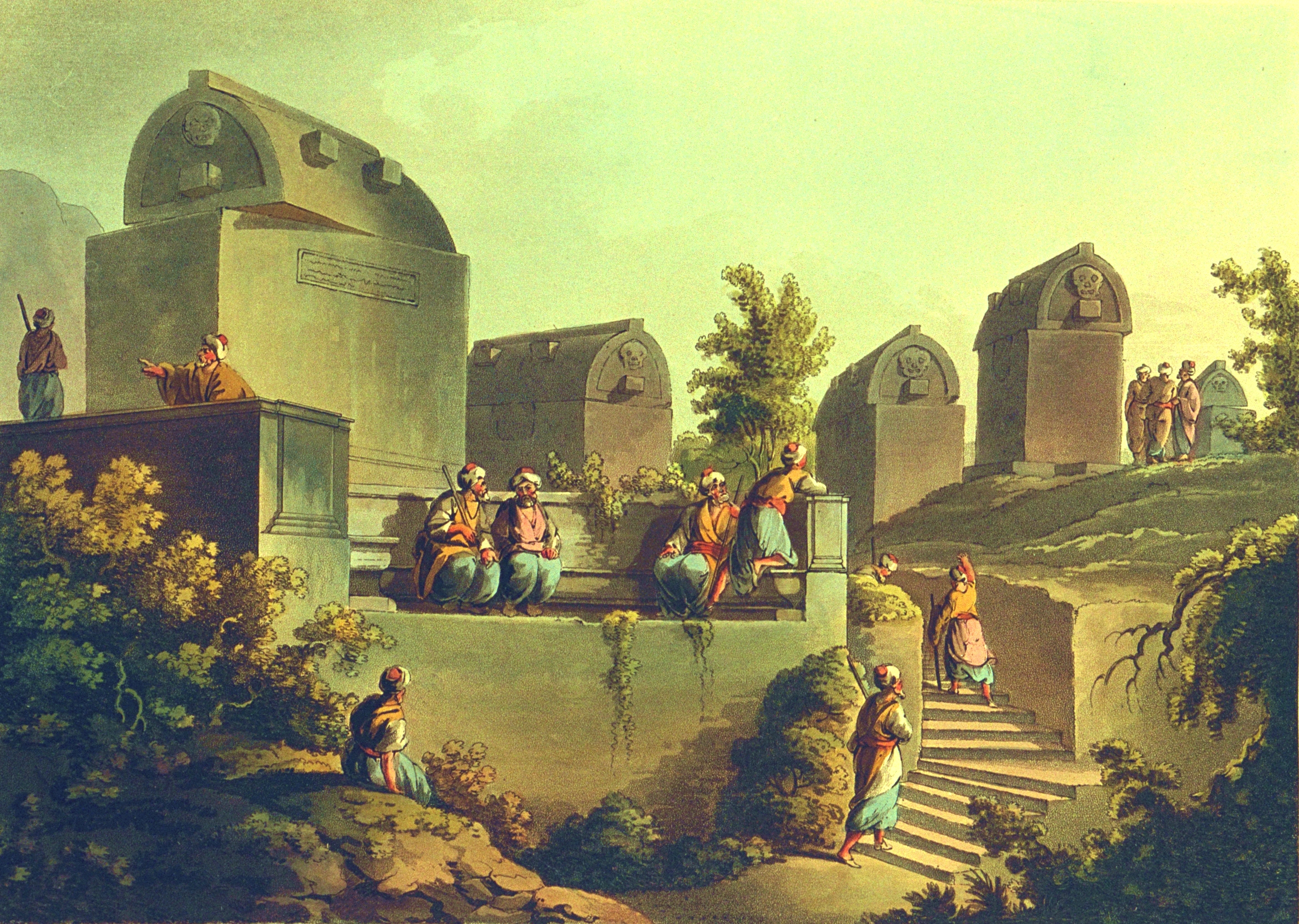
Sarcofagen en graftomben in de haven van Cacamo
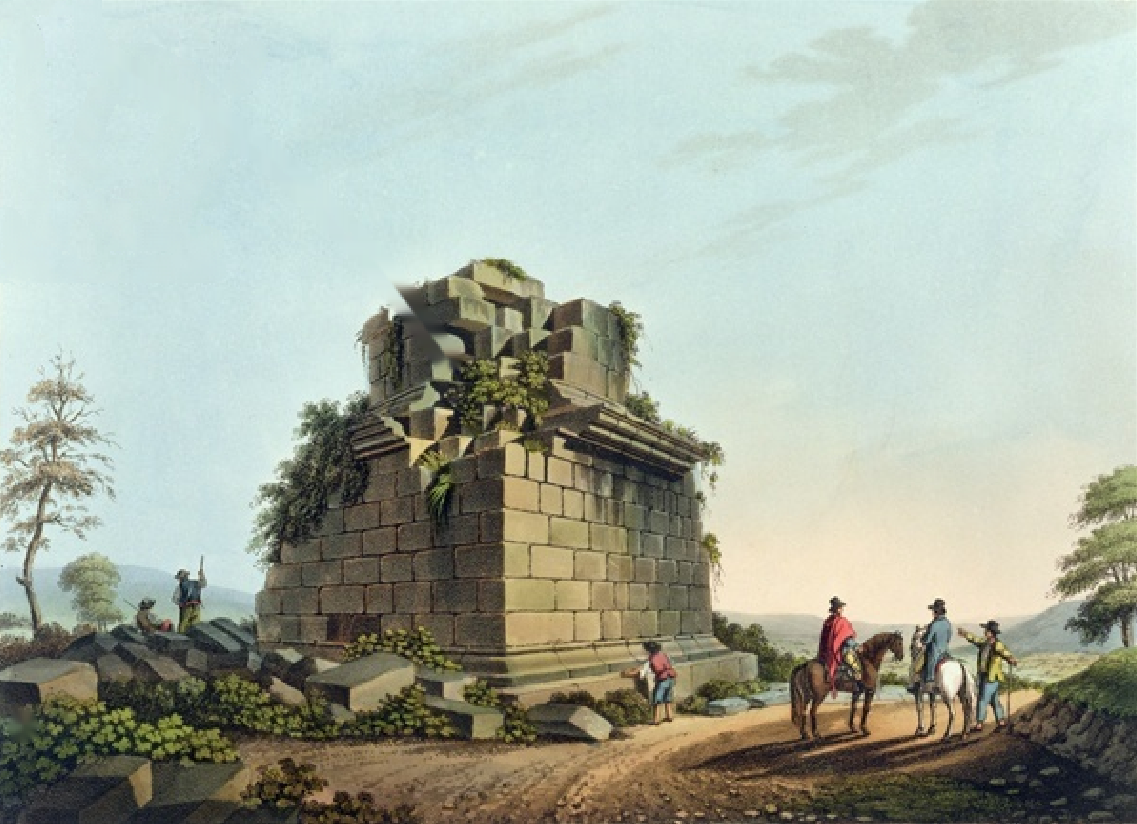
Colonna colossale
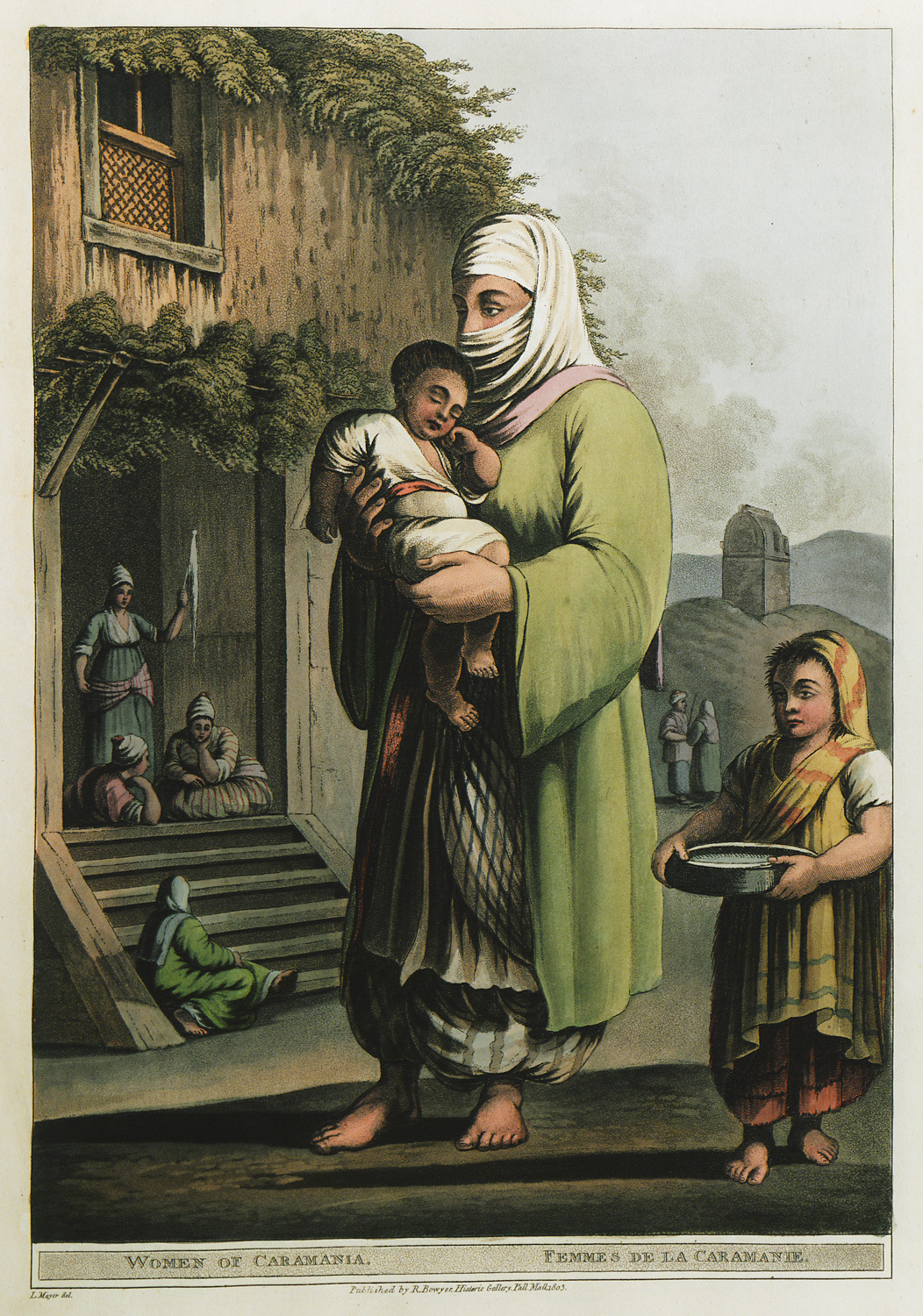
Vrouwen van Caramania

### Views in Palestine, London: R. Boyer, 1804

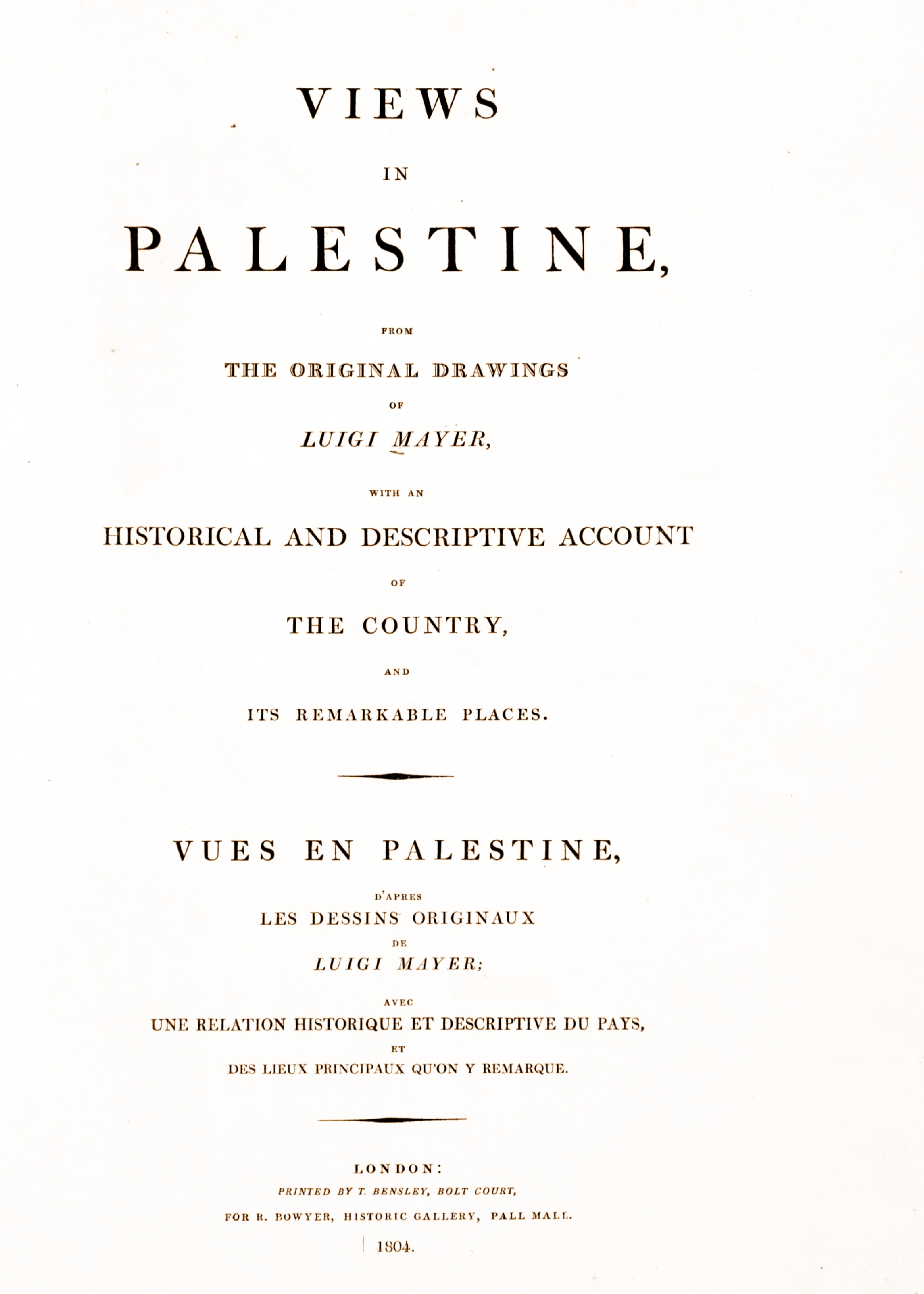
Titelpagina
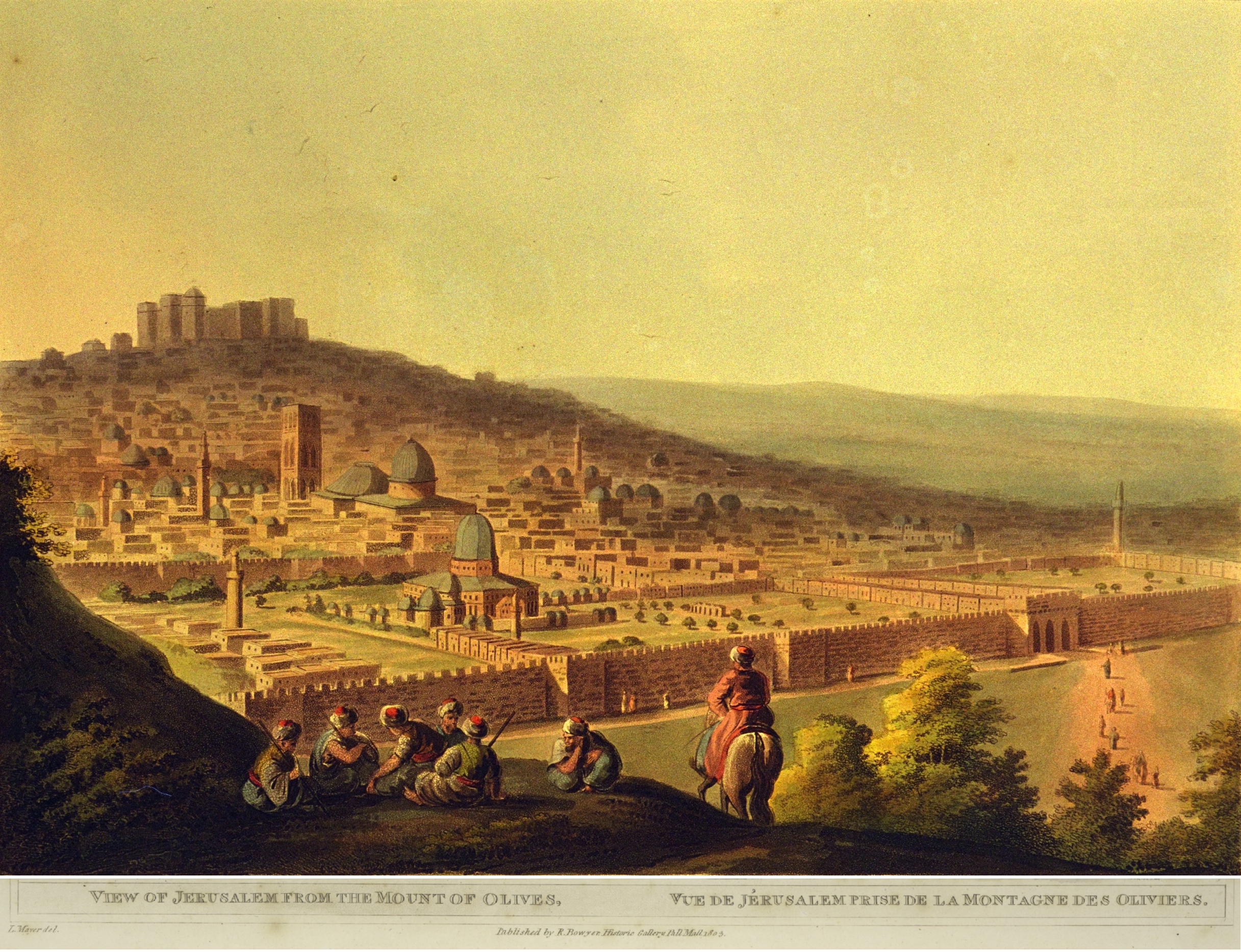
Plaat 1
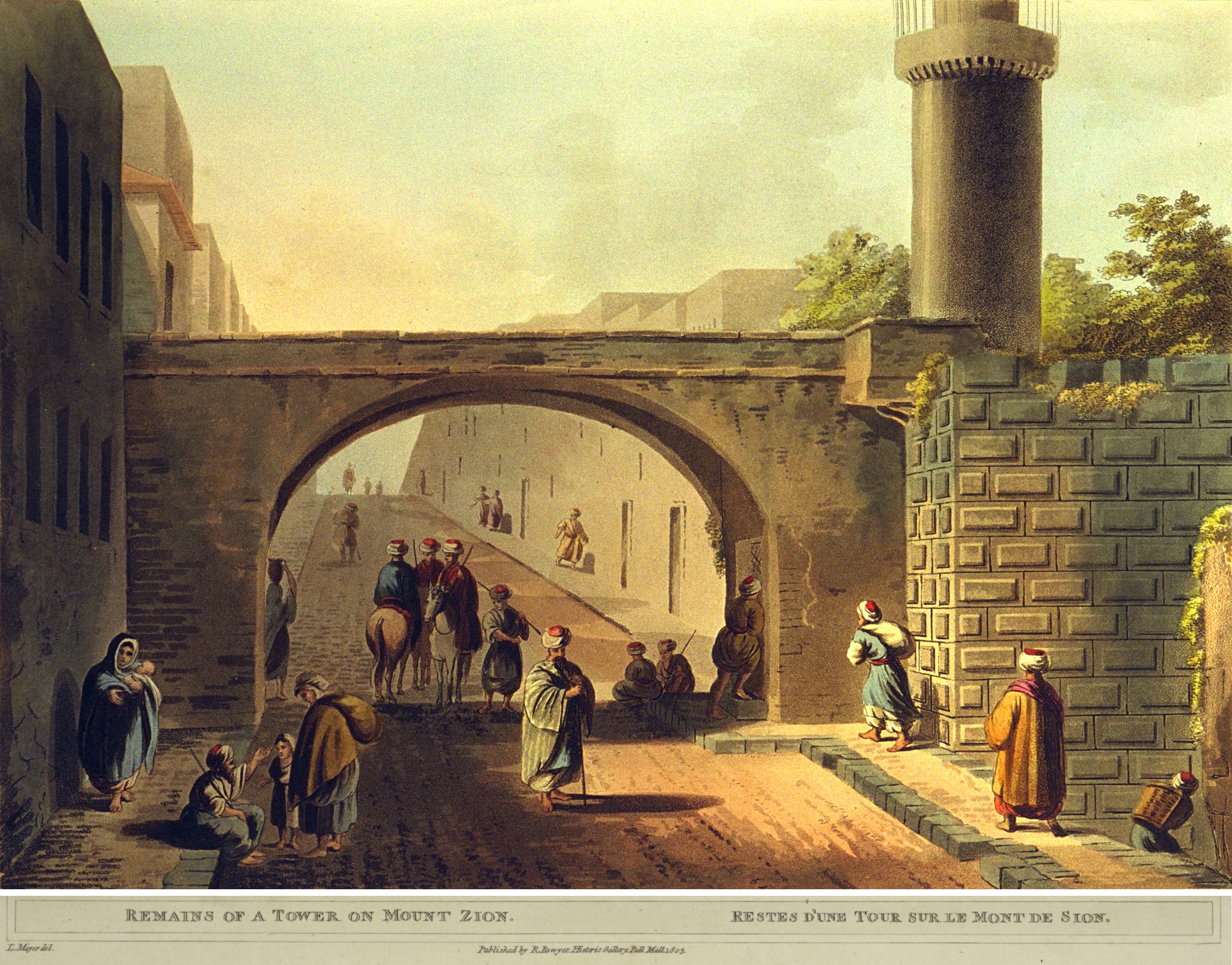
Plaat 2
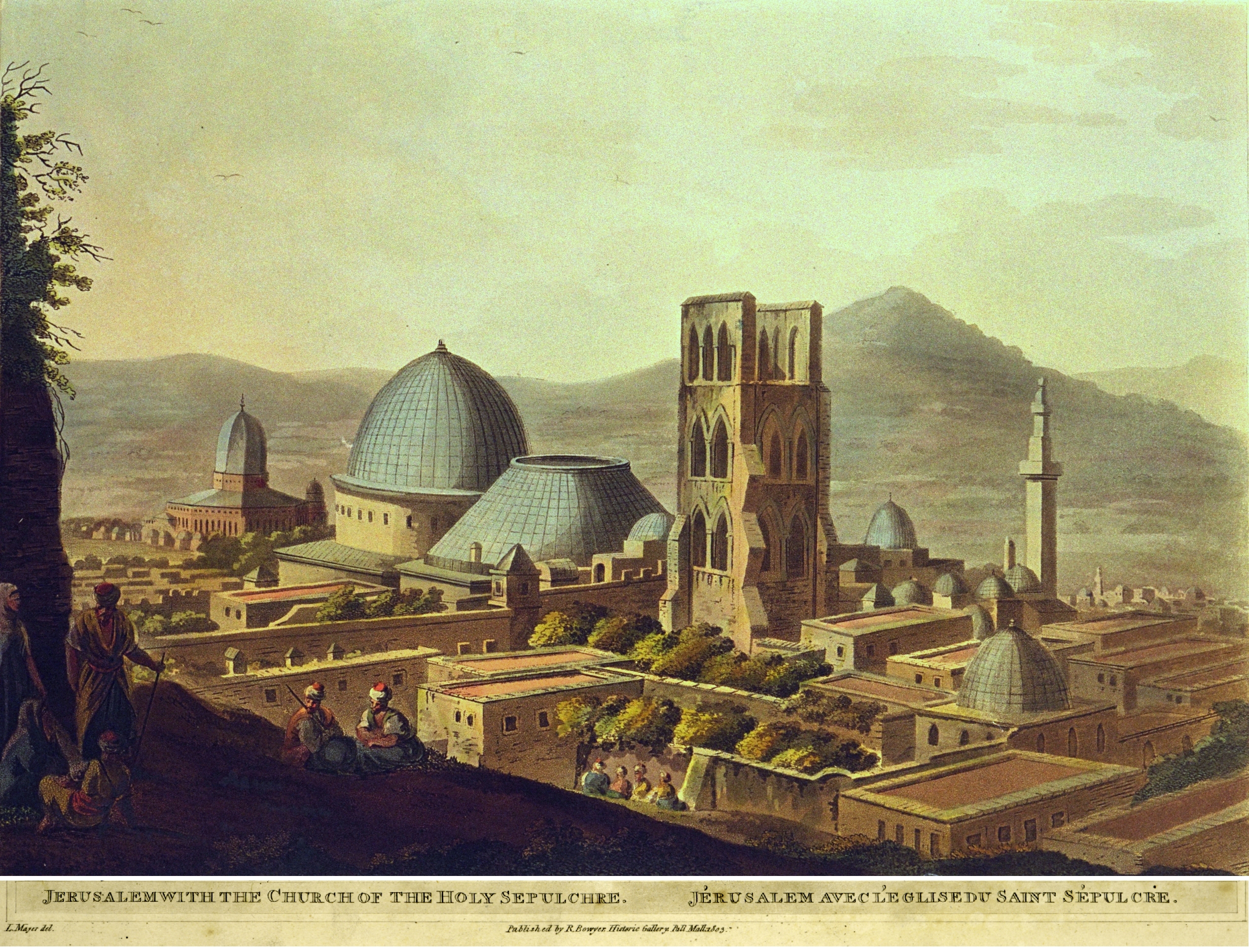
Plaat 3
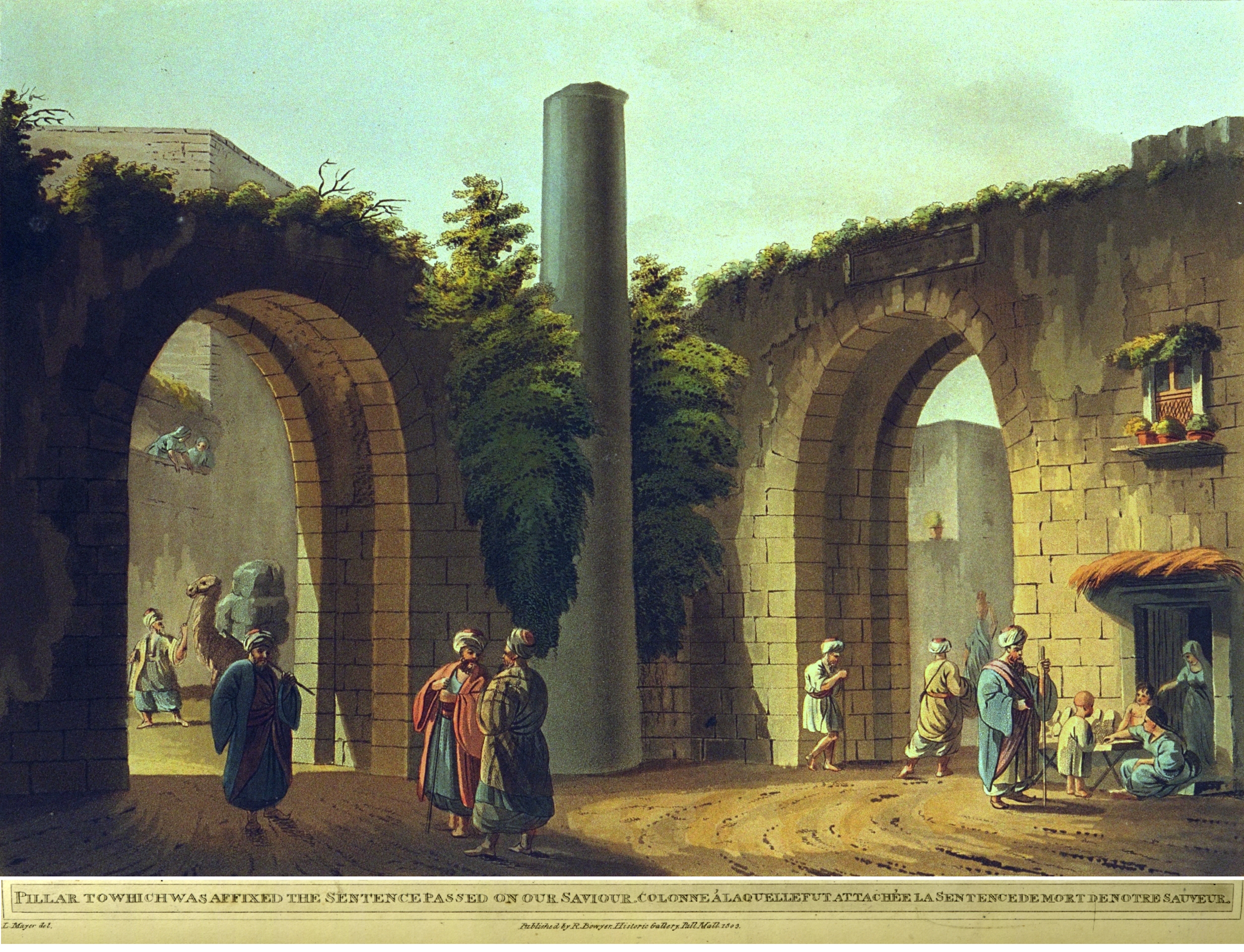
Plaat 4
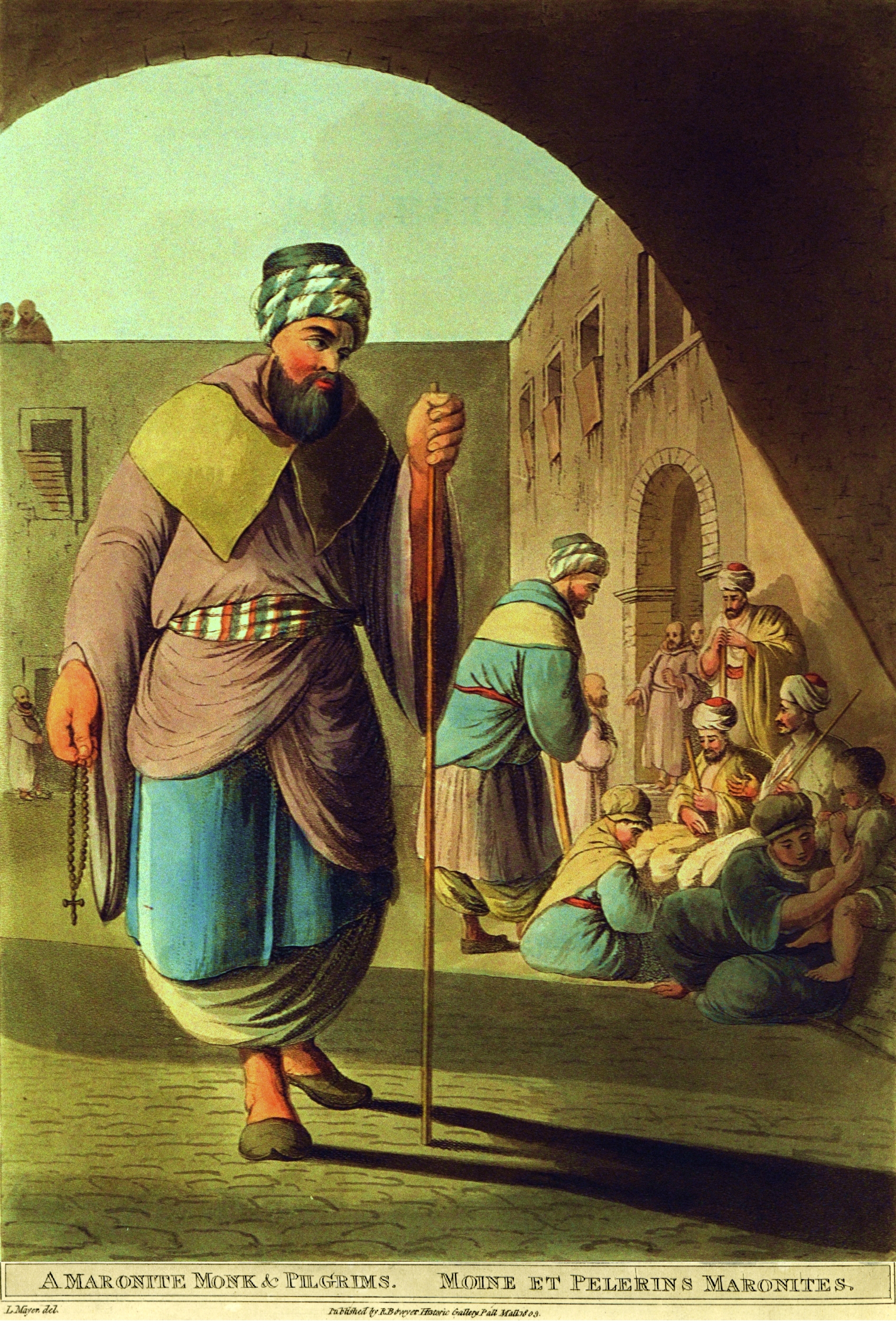
Plaat 5
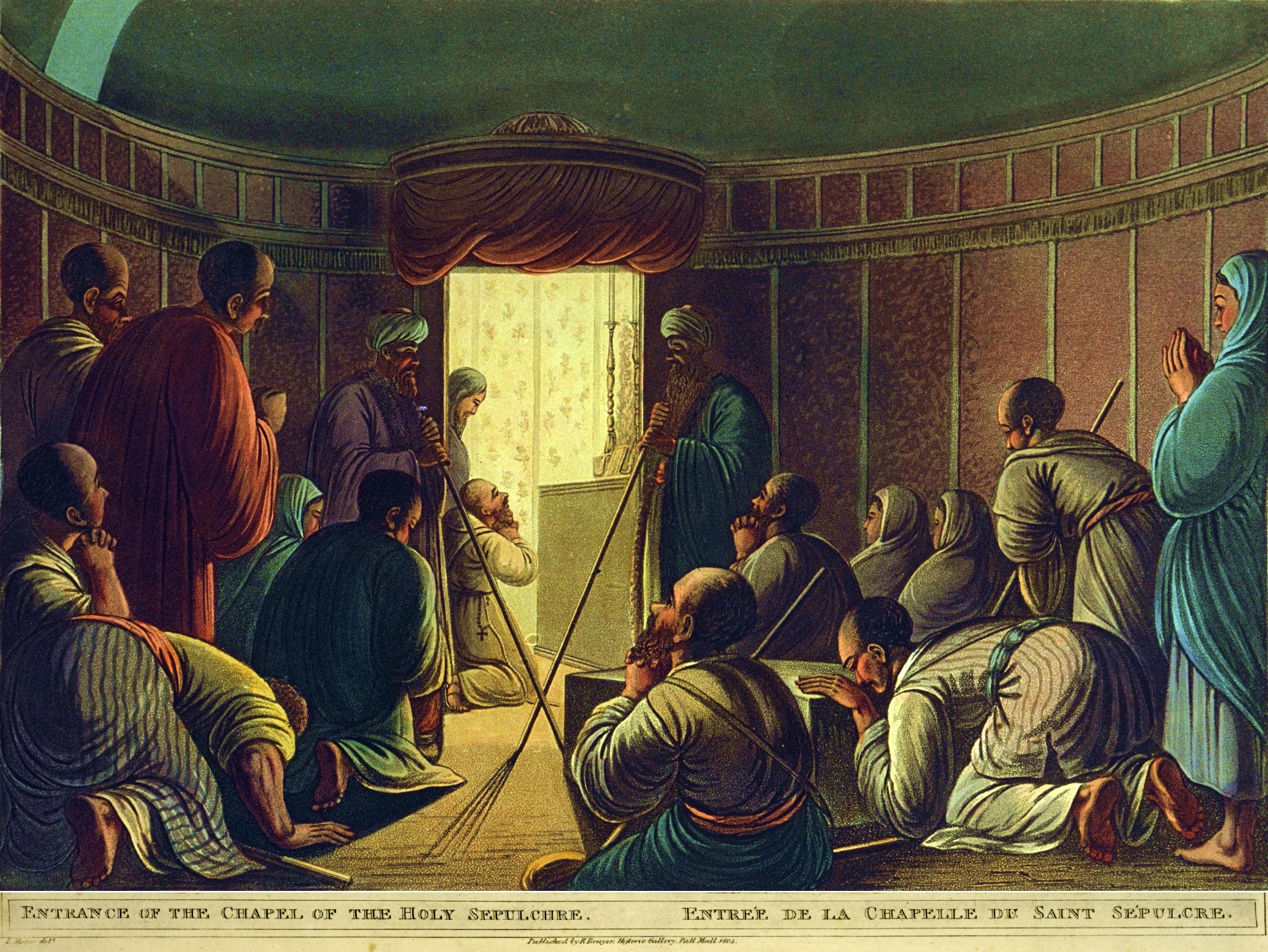
Plaat 6
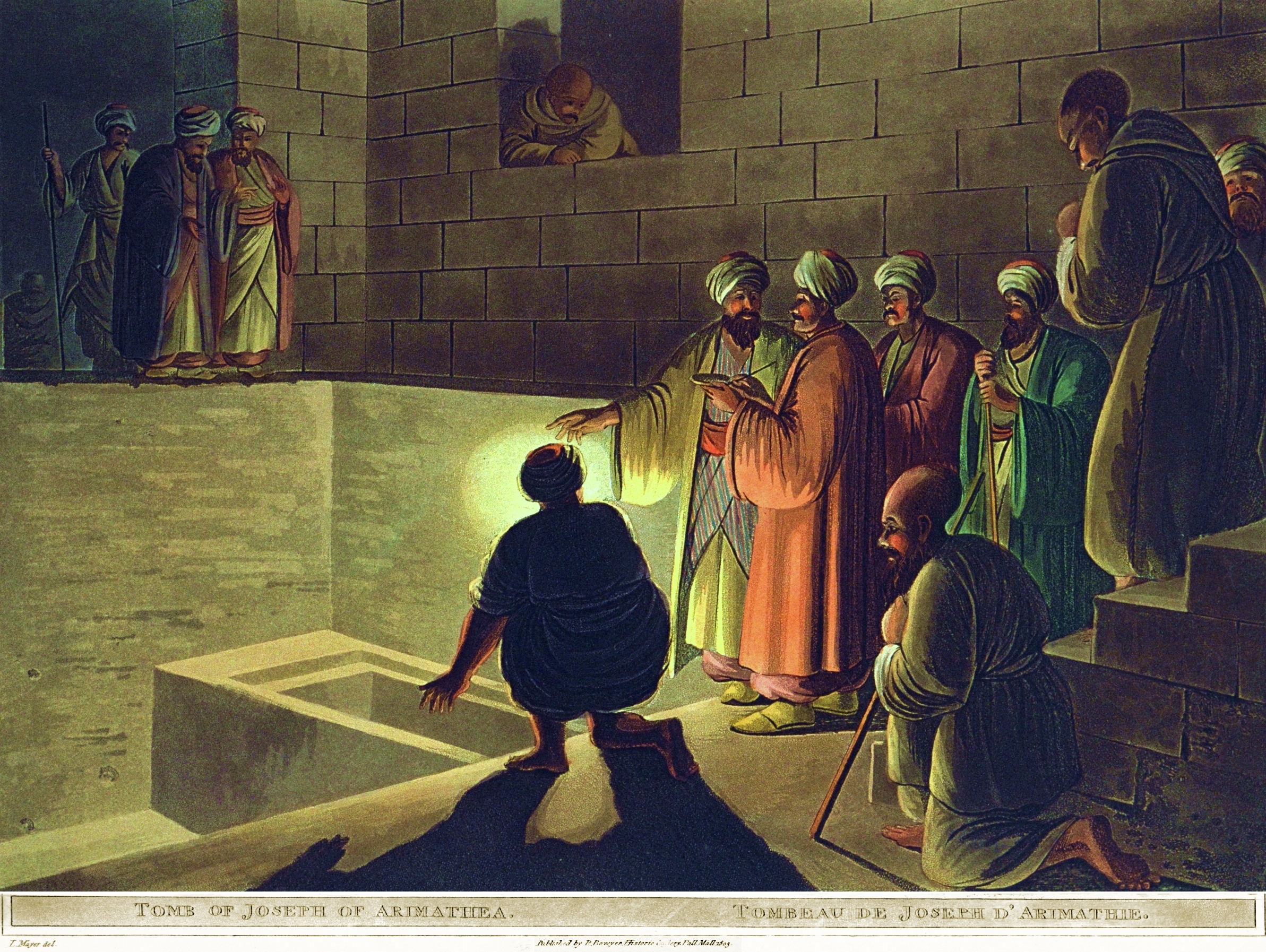
Plaat 7
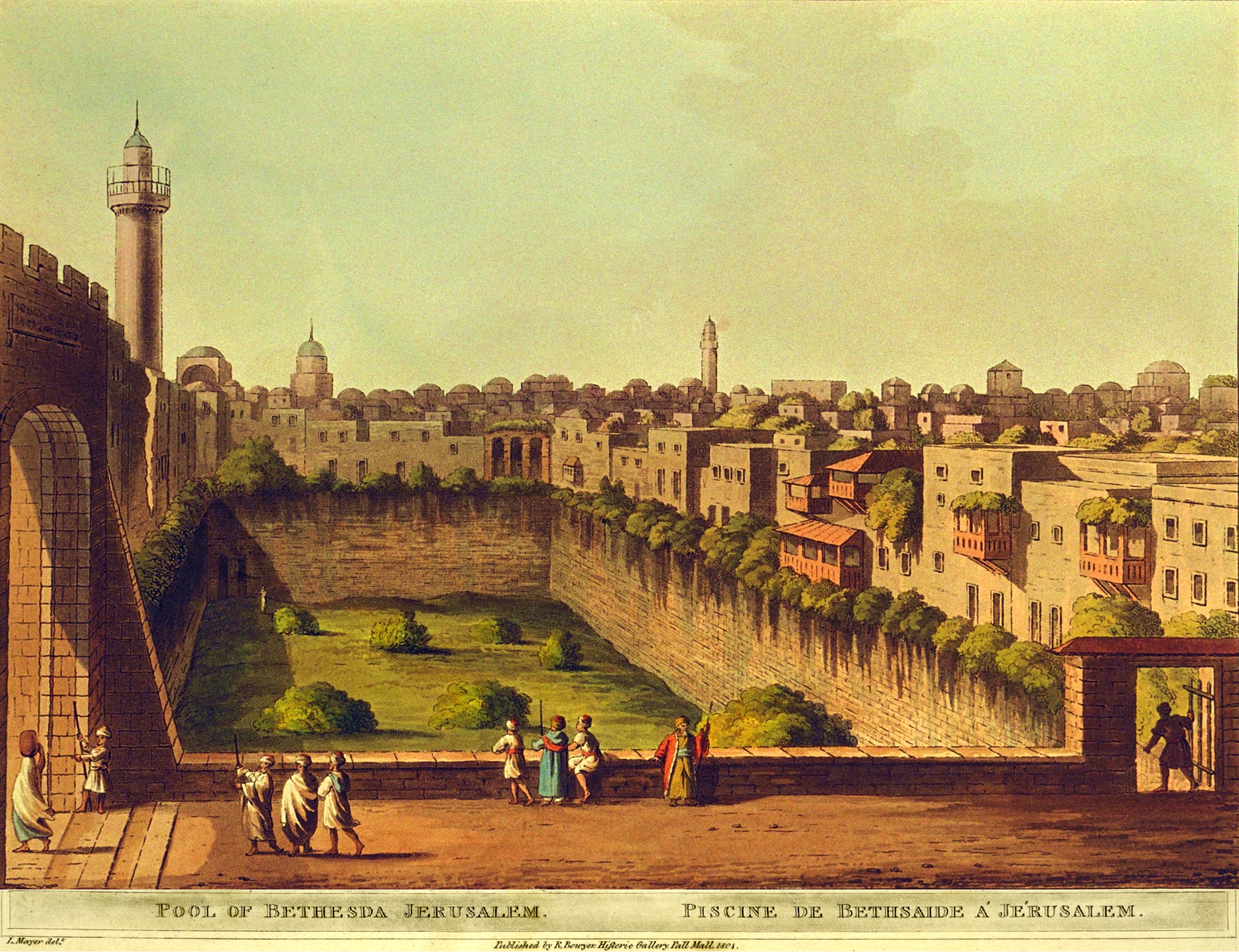
Plaat 8
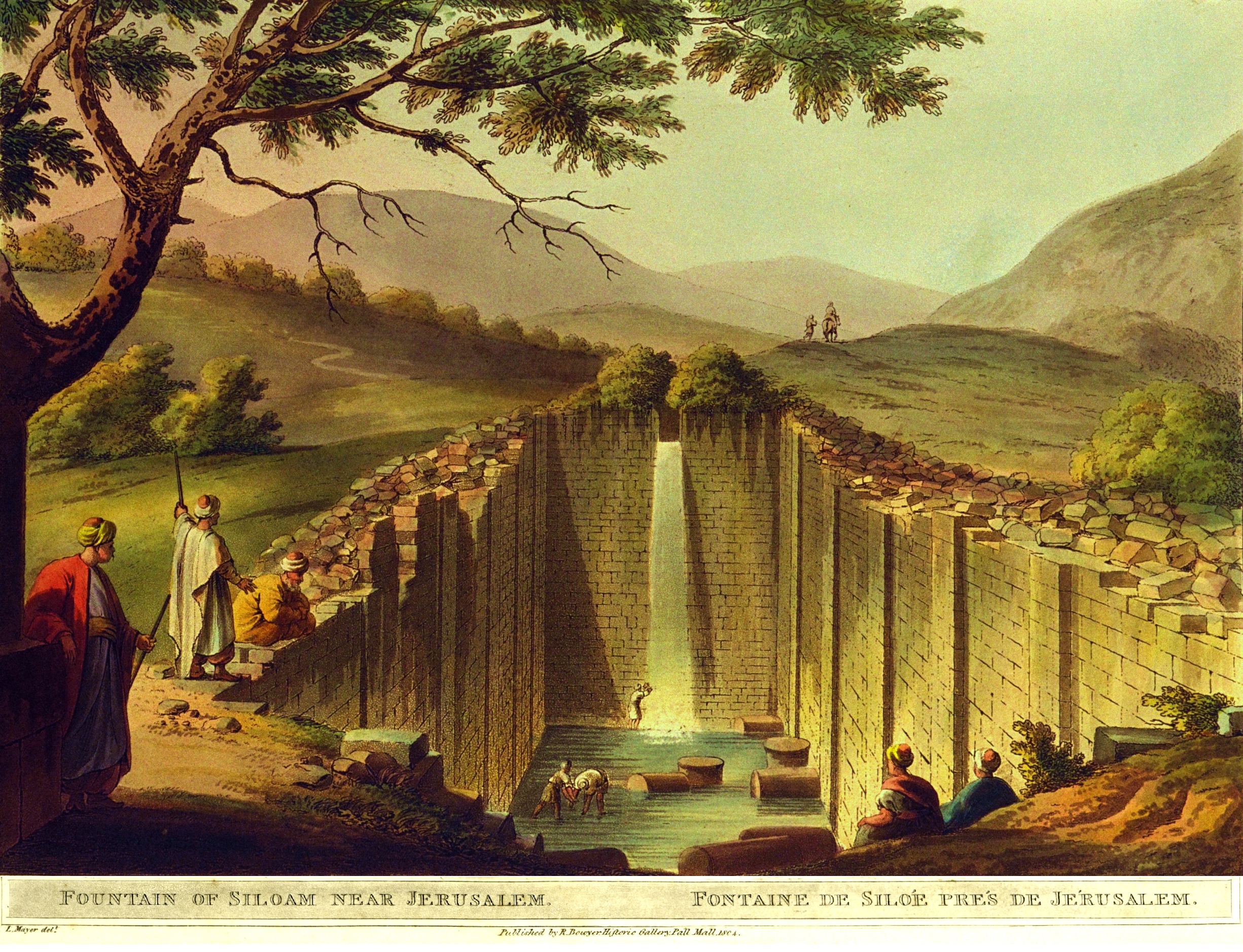
Plaat 9
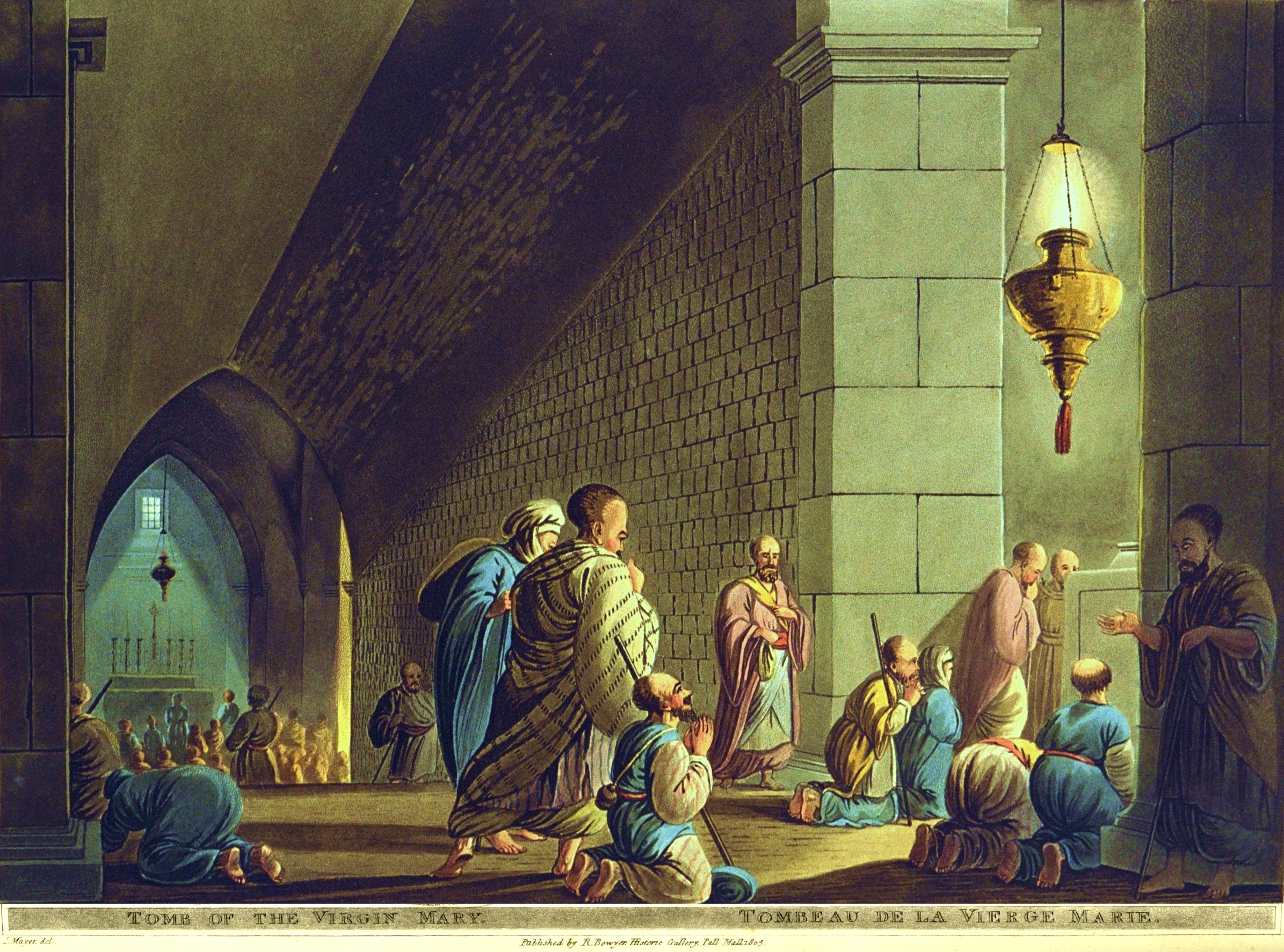
Plaat 10
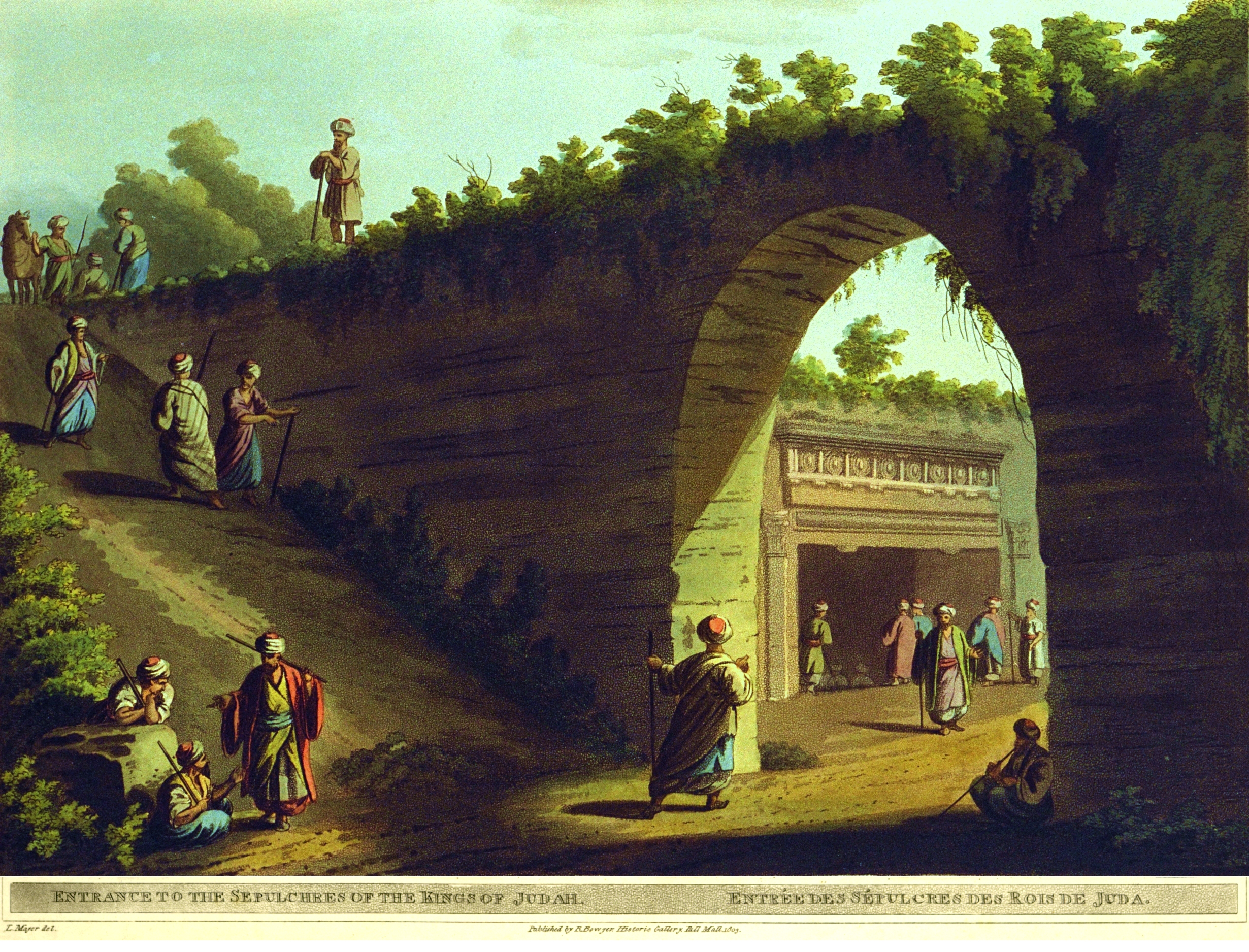
Plaat 11
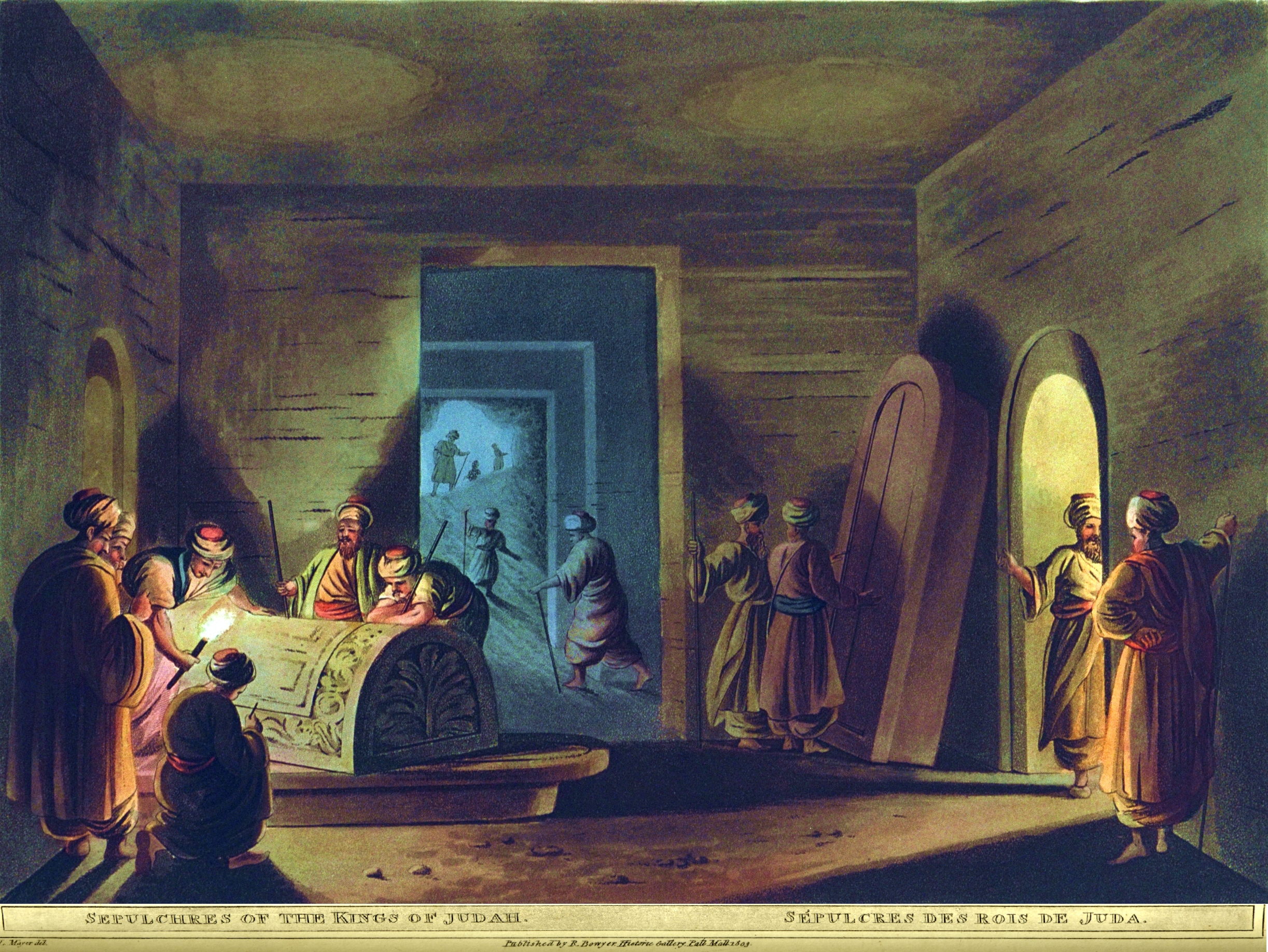
Plaat 12
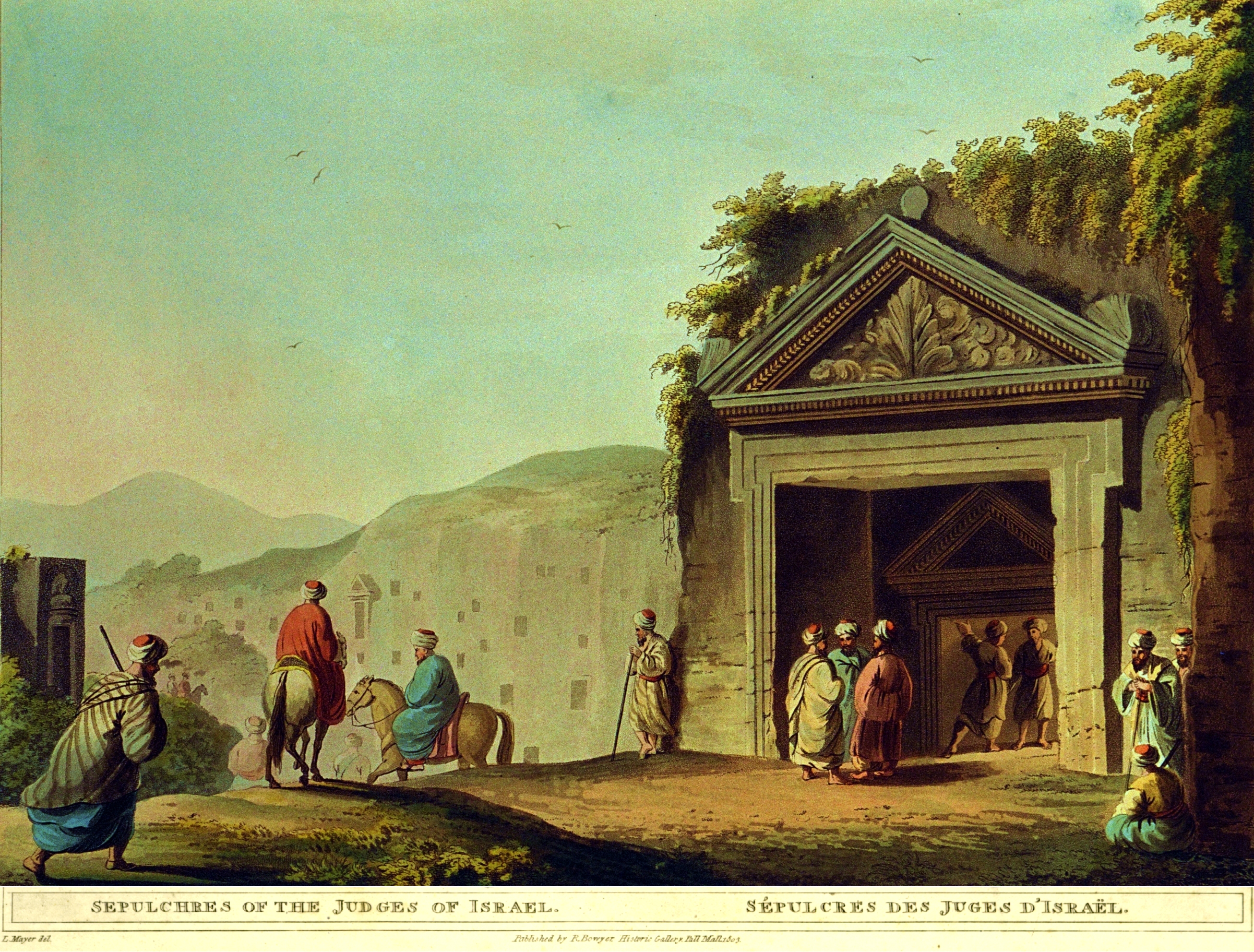
Plaat 13
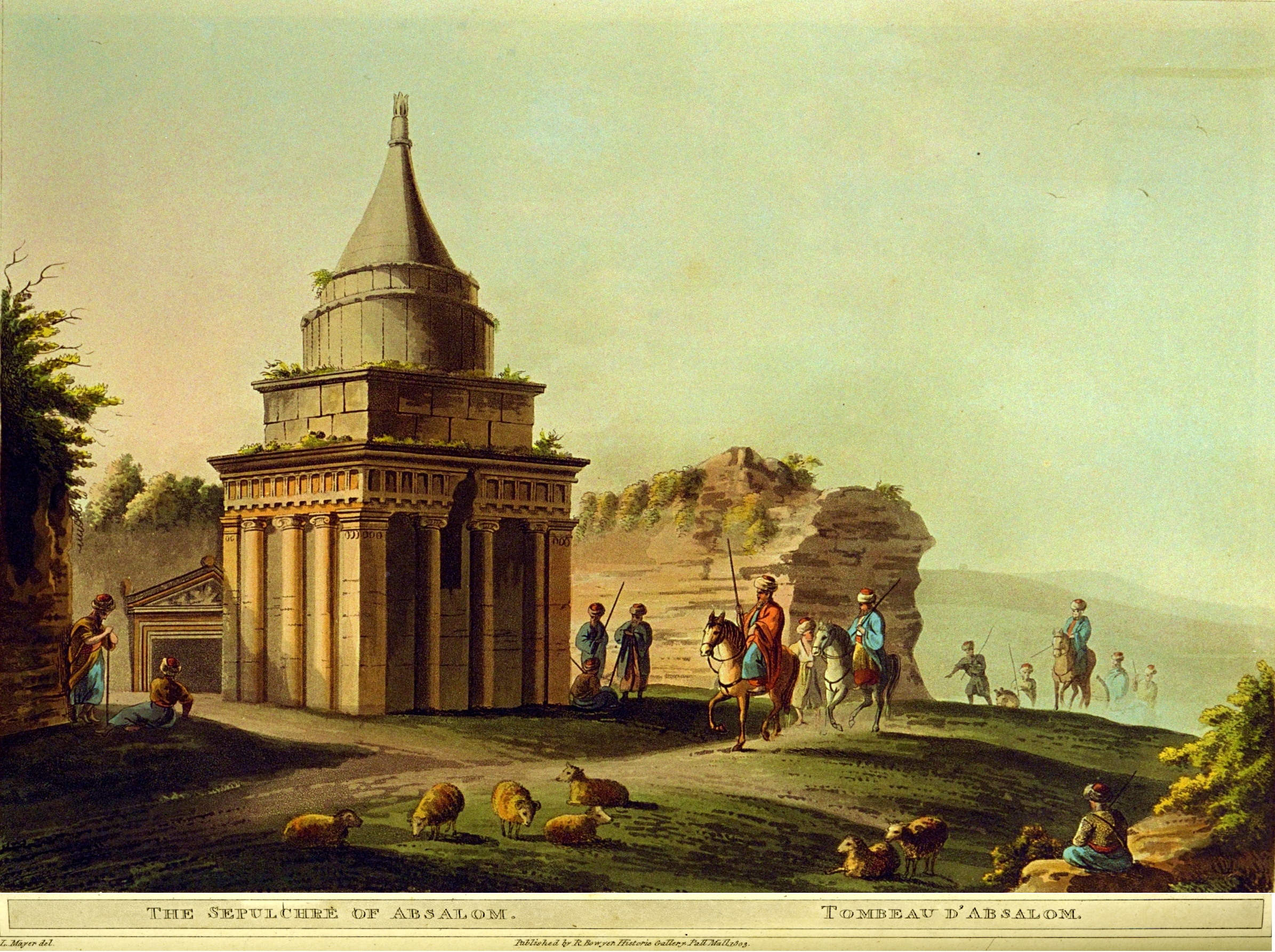
Plaat 14
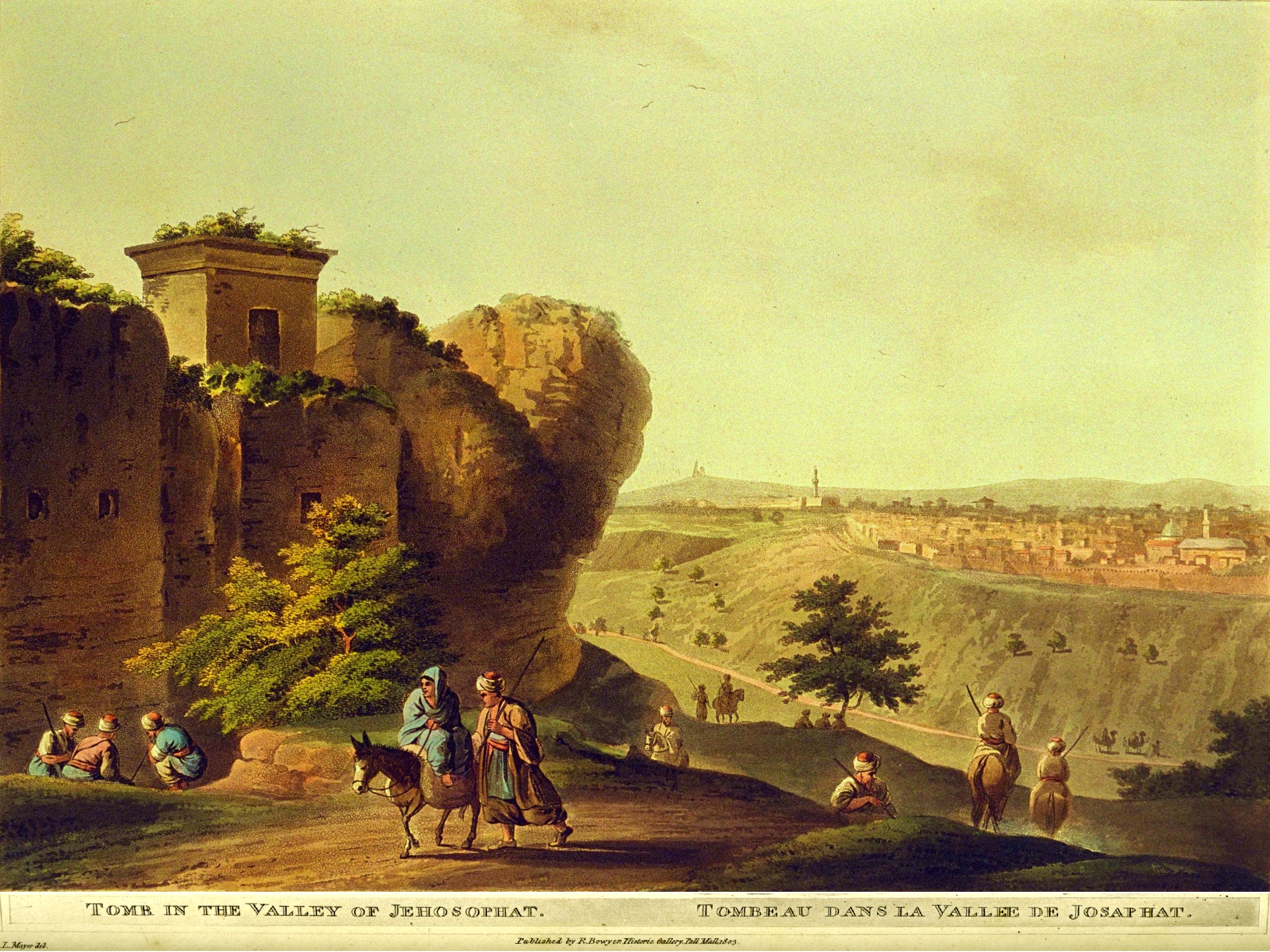
Plaat 15
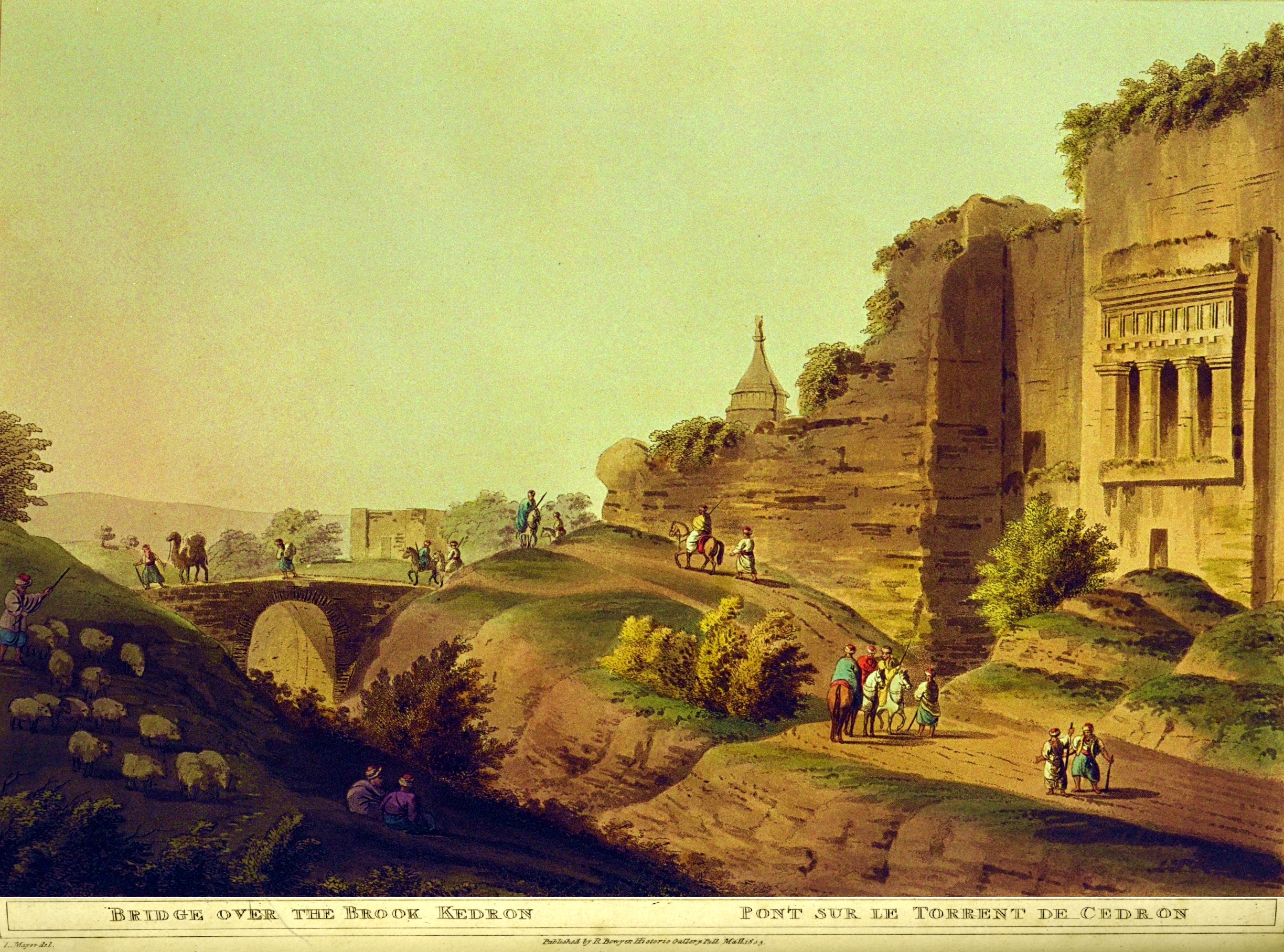
Plaat 16
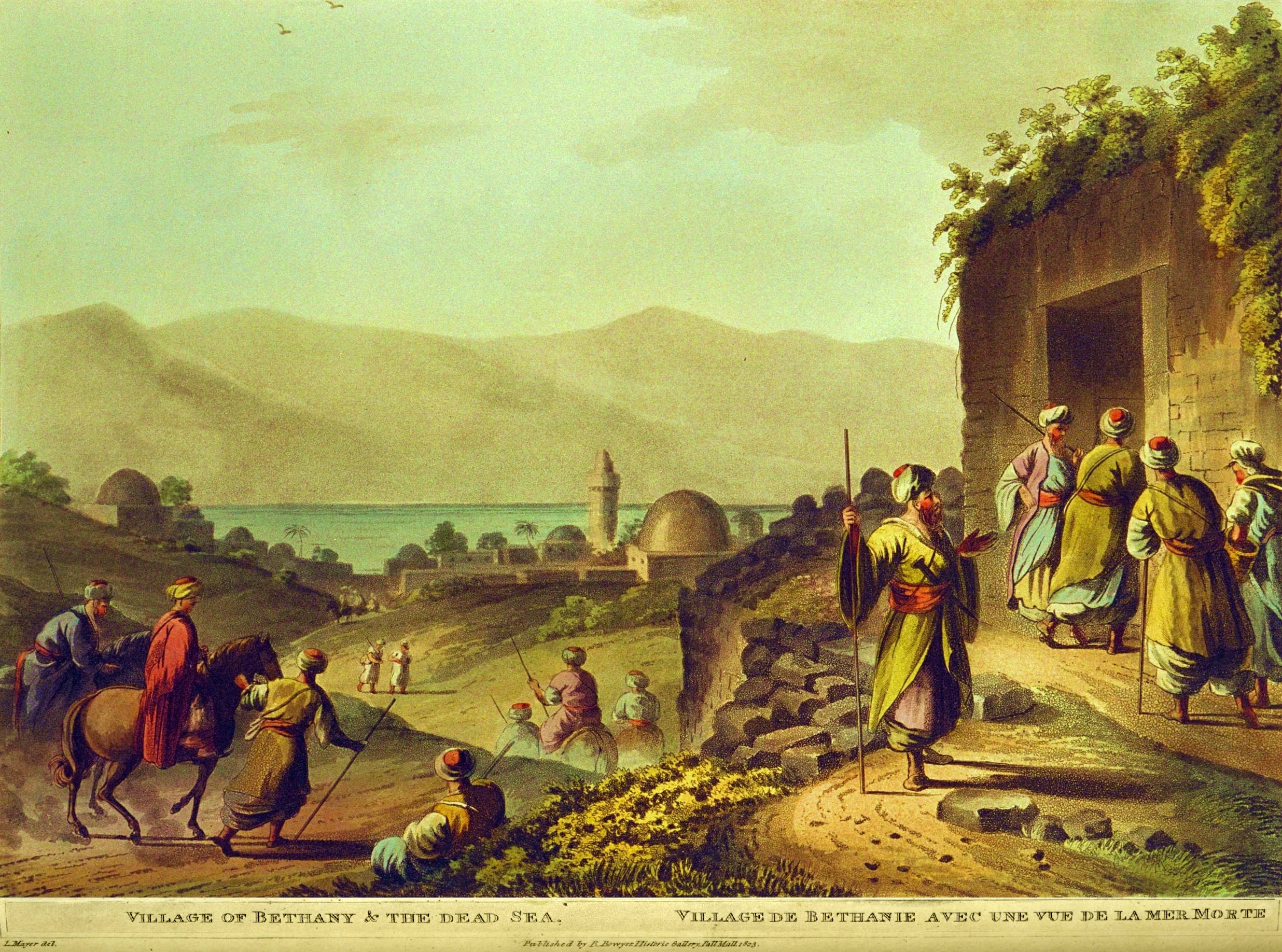
Plaat 17
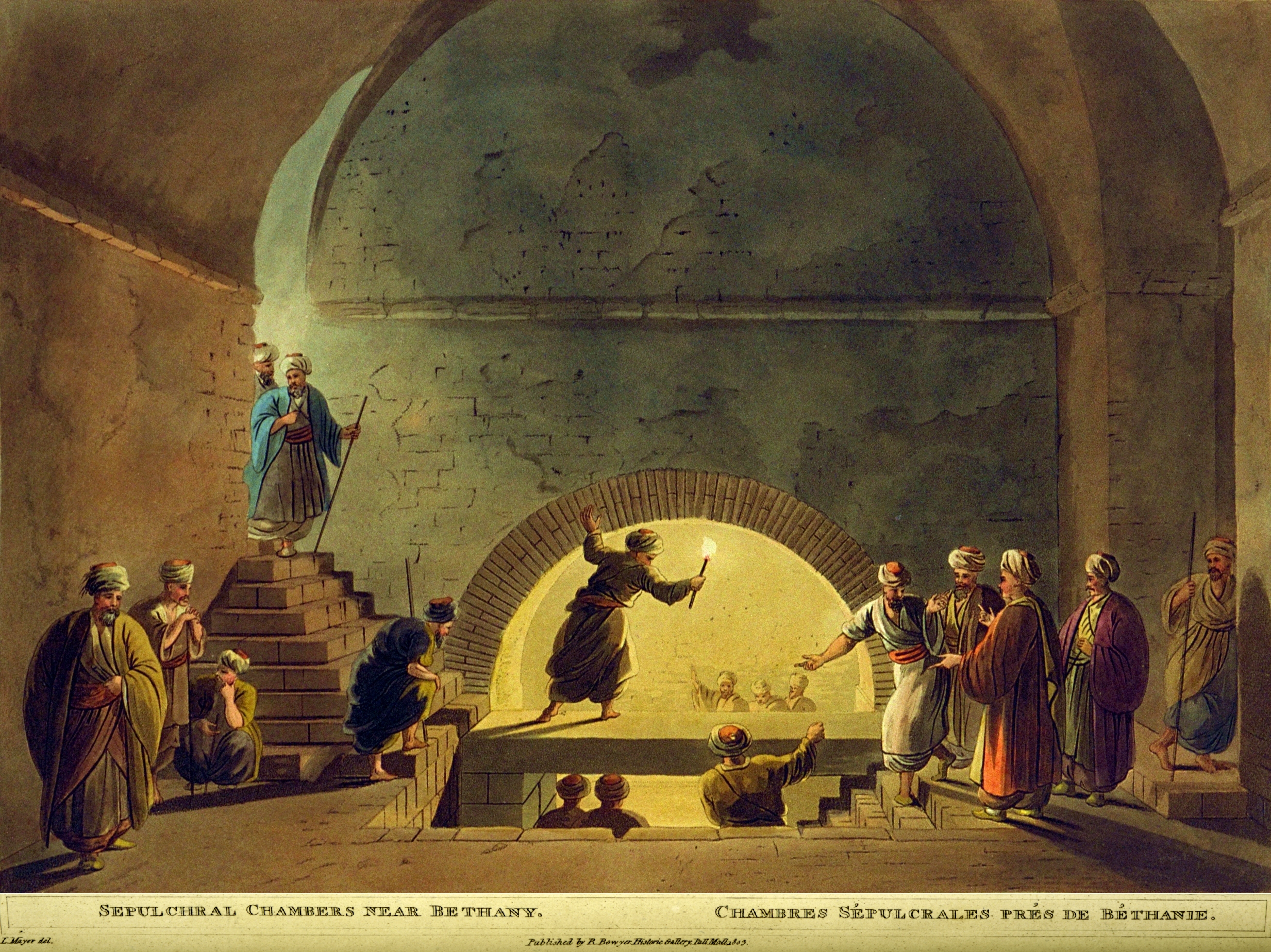
Plaat 18
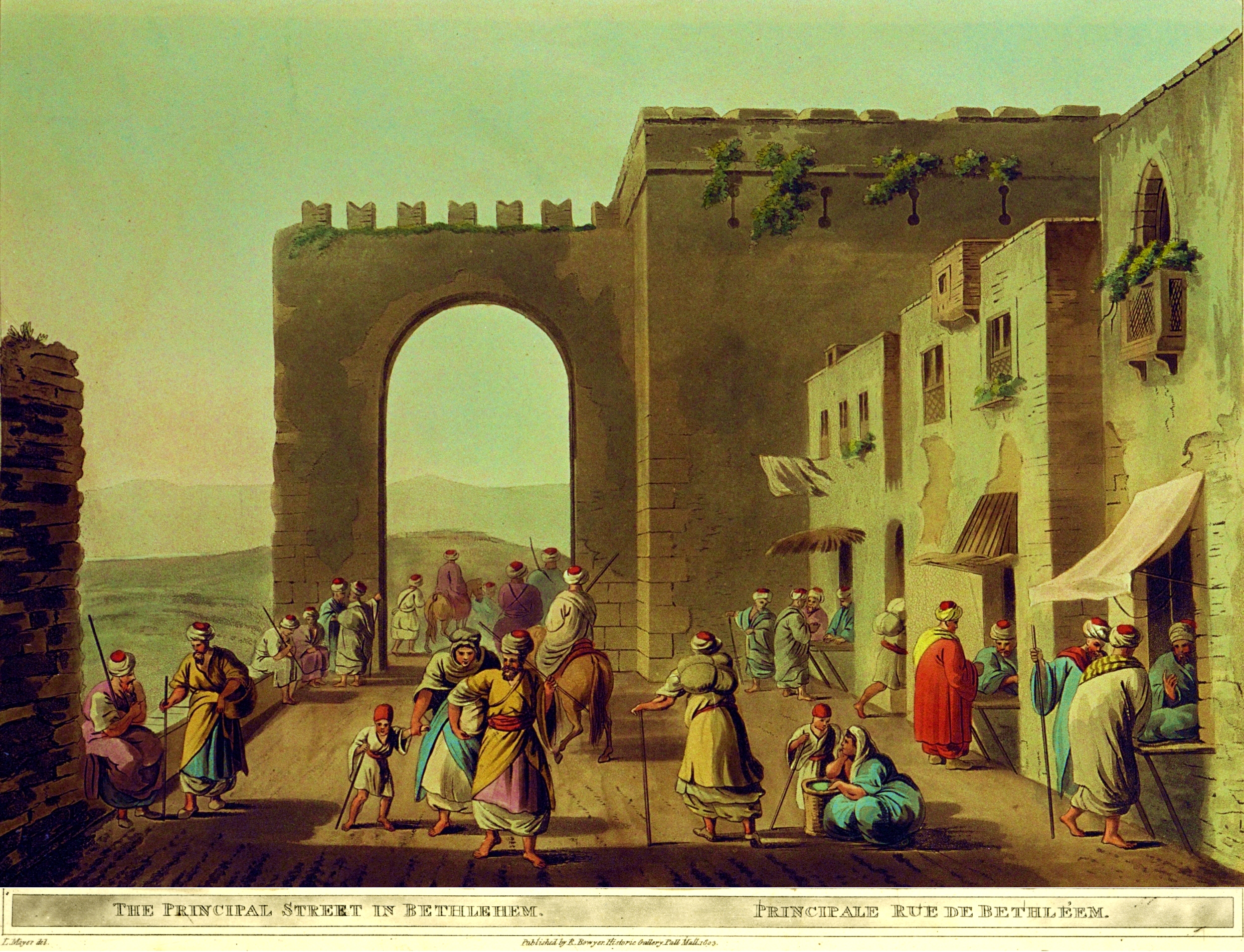
Plaat 19
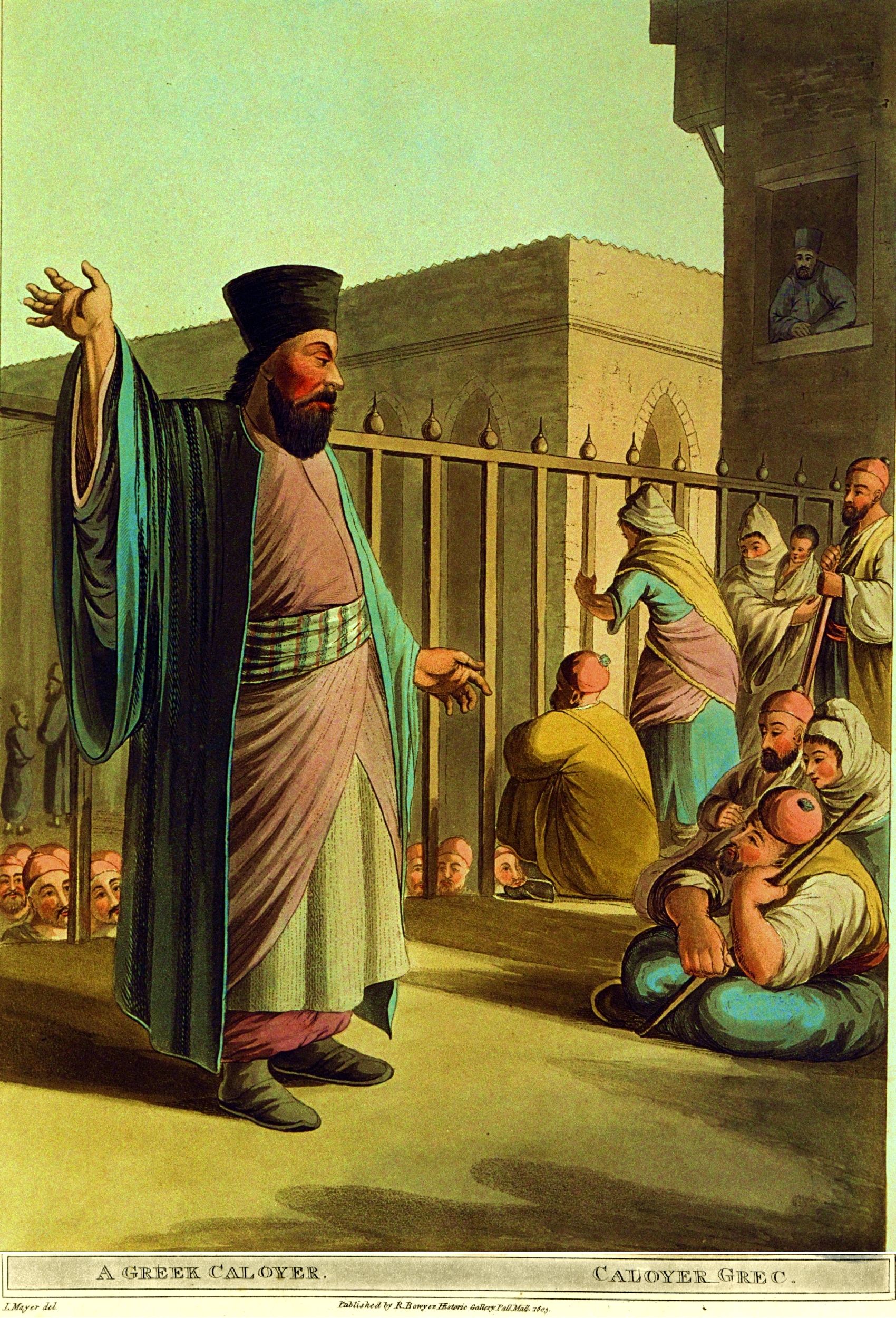
Plaat 20
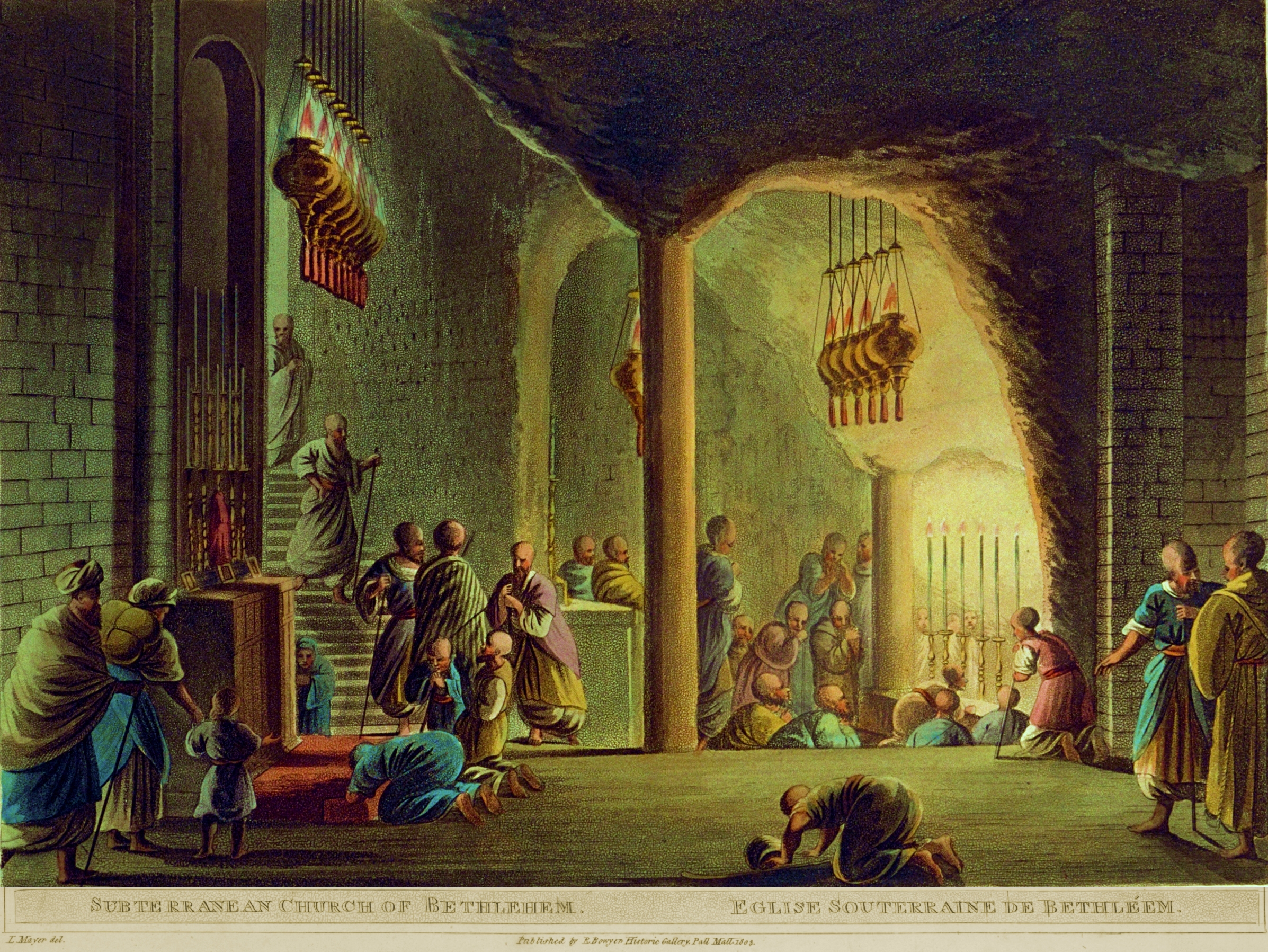
Plaat 21
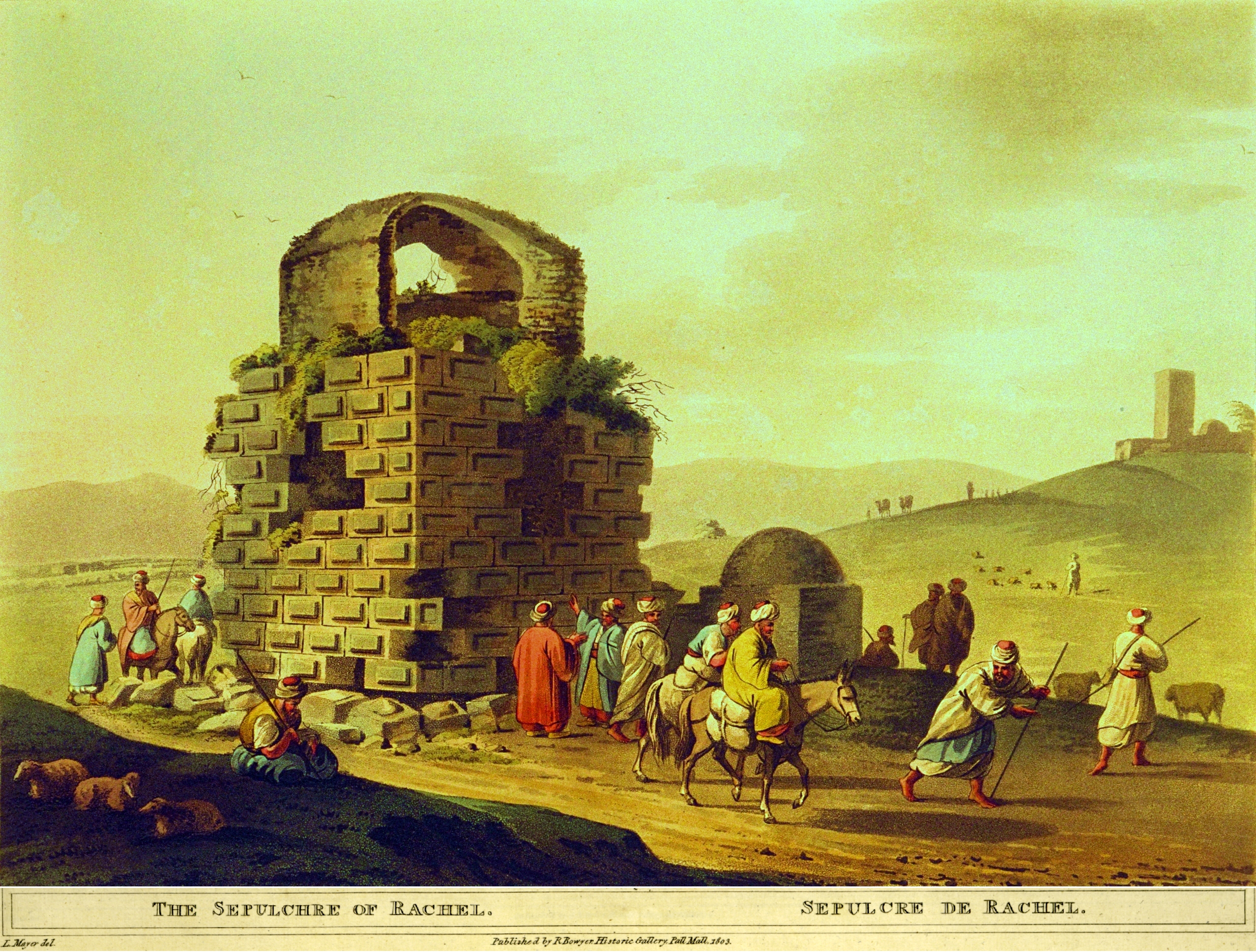
Plaat 22
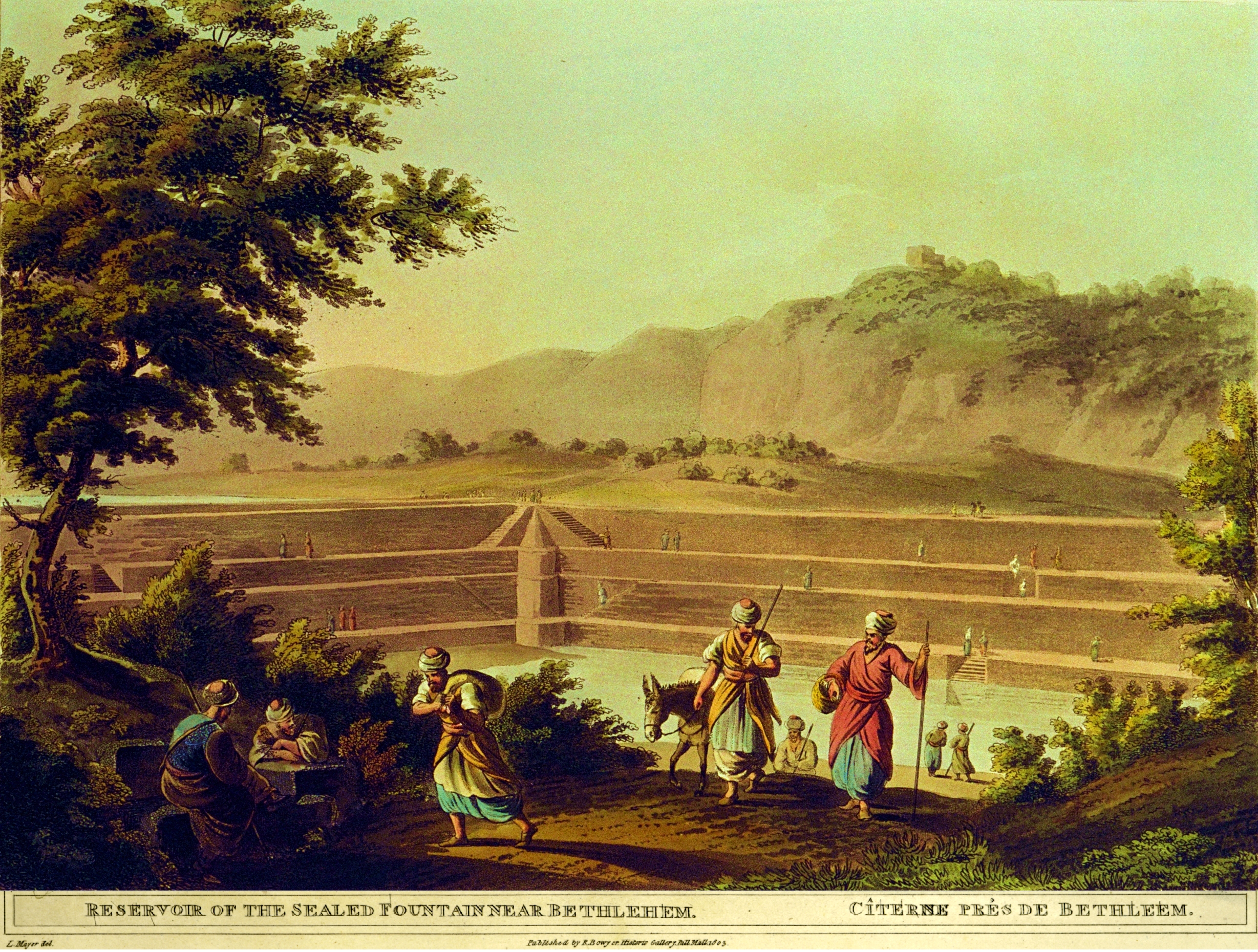
Plaat 23
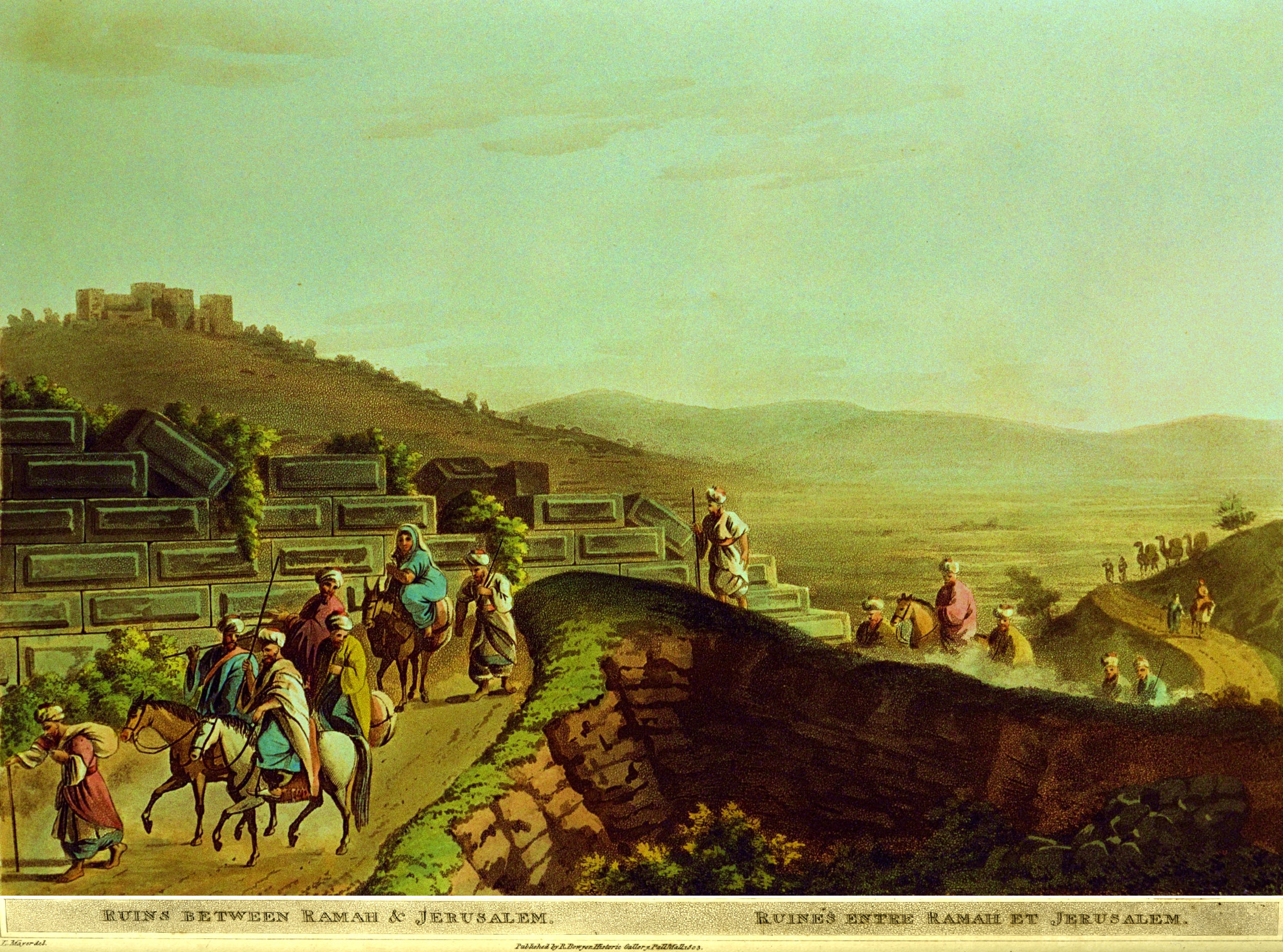
Plaat 24

- Bibliothèque nationale de France: cb150967870 (data)
- Gemeinsame Normdatei: 118579592
- International Standard Name Identifier: 0000 0000 7974 1725
- Library of Congress Control Number: n87150521
- Nationale Bibliotheek van Israël: 987007265281905171
- RKD-Nederlands Instituut voor Kunstgeschiedenis: 54211
- SNAC: w6pd7hqf
- Système universitaire de documentation: 099277441
- Union List of Artist Names: 500048140
- Virtual International Authority File: 42135893
- WorldCat: E39PBJvxxRyKqjMt6GgjJgw6Kd